# Língua tambora
Tambora é uma das línguas papuas não-austronésias da qual não se tem muita informação e que foi falada pela cultura Tambora da área central da ilha Sumbawa, Indonésia, a qual foi varrida da face do planeta pela erupção em 1815 do monte Tambora. Era a língua Papua mais ocidental (cf. Donohue 2007). Tinha a característica pouco usual dentre essas papuas  por ser uma língua de um local de comércio marítimo, embora houvesse mais de tais estados papuas contemporâneos em  Halmahera, Molucas, no caso  Ternate e Tidore.

## Vocabulário
Uma lista de palavras foi obtida antes da erupção e publicada por Raffles (1817, 1830). Com essa lista se percebe que a língua não é Austronésia. Há pouquíssimas palavras oriundas de Austronésias. Não há registros de que essa língua tivesse uma escrita.
Nessa lista (Donohue 2007) se presume que ⟨ng'⟩ é transcrição para [ŋ] e ⟨dj⟩ [dʒ]. O hífen é possivelmente a oclusiva glotal [ʔ]. Duas palavras vêm claramente do malaio. Zollinger (1850) identificou várias palavras como vindas de outras línguas austronésias. Tambora era um importante ponto de comércio e assim são esperadas palavras de diversas origens. A conexão com  Timor, se não for coincidência, deve ser genética, não simplesmente palavras adquiridas.
| Tambora            | Português | Tambora              | Português |
| ------------------ | --------- | -------------------- | --------- |
| seena (AN?)        | 'um'      | maimpo               | 'pé'      |
| kálae              | 'dois'    | kiro                 | 'sangue'  |
| nih                | 'três'    | kóngkong             | 'dia'     |
| kude-in            | 'quatro'  | tádung               | 'noite'   |
| kutélin            | 'cinco'   | kidjum               | 'dormir'  |
| báta-in            | 'seis'    | sílam                | 'morrer'  |
| kúmba              | 'sete'    | si-yang (Z: Malay?)  | 'branco'  |
| koného             | 'oito'    | naido                | 'preto'   |
| láli               | 'nove'    | sámar                | 'bom'     |
| saróne             | 'dez'     | gonóre               | mau'      |
| sisaróne           | 'doze'    | maing'aing           | 'fogo'    |
| simári             | 'cem'     | naino (Z: Madura)    | 'água'    |
| doh (Bima)         | 'pessoa'  | gónong (Z: Malay?)   | 'terra'   |
| sia-in (Z: Sangar) | 'homem'   | ilah                 | 'pedra'   |
| óna-yit            | 'mulher'  | kíwu                 | 'porco'   |
| homóri             | 'pai'     | kilaíngkong          | 'pássaro' |
| yelai              | 'mãe'     | andik (Z: Javanese)  | 'ovo'     |
| kokóre             | 'cabeça'  | karáyi               | 'peixe'   |
| saing'óre          | 'olho'    | ingkong              | 'sol'     |
| saing kóme         | 'nariz'   | mang'ong             | 'lua'     |
| búlu (Malay)       | 'cabelo'  | kingkong             | 'estrela' |
| sóntong            | 'dentes'  | mákan (Malay)        | 'comer'   |
| sumóre             | 'barriga' | hok-hok (Z: German?) | 'sentar'  |
| taintu (Timor?)    | 'mão'     | moríhoh (Sanskrit?)  | 'Deus'    |